# Championnat de Guinée-Bissau de football 1993-1994
Navigation
Édition 1991-1992 Édition 2000
La saison 1993-1994 du Championnat de Guinée-Bissau de football est la dix-neuvième édition de la Primeira Divisião, le championnat de première division en Guinée-Bissau. Les quatorze meilleures équipes du pays se retrouvent au sein d'une poule unique où elles s'affrontent à deux reprises. En fin de saison, les deux derniers du classement sont relégués et remplacés par les deux meilleures formations de Segunda Divisião.
C'est le Sporting Clube de Bissau qui remporte la compétition cette saison après avoir terminé en tête du classement final, avec un seul point d'avance sur le tenant du titre, Sport Portos de Bissau et cinq sur le Ténis Clube de Bissau. C'est le sixième titre de champion de Guinée-Bissau de l'histoire du club.

## Les clubs participants
- Sporting Clube de Bissau
- Sport Portos de Bissau
- UDI Bissau
- Sport Bissau e Benfica
- Ténis Clube de Bissau
- Desportivo de Gabú
- ADR Mansaba
- Estrela Negra de Bissau
- Ajuda Sport de Bissau
- Estrela Negra de Bolama
- Sporting Clube de Bafatá
- Desportivo Recreativo Cultural de Farim
- Bula Futebol Clube
- Futebol Clube de Cantchungo

## Compétition

### Classement
Le classement est établi sur le barème de points suivant : victoire à 2 points, match nul à 1, défaite à 0.
| Rang | Équipe                                  | Pts | J  | G  | N  | P  | Bp | Bc | Diff |
| ---- | --------------------------------------- | --- | -- | -- | -- | -- | -- | -- | ---- |
| 1    | Sporting Clube de Bissau                | 36  | 24 | 15 | 6  | 3  | 47 | 19 | +28  |
| 2    | Sport Portos de BissauT                 | 35  | 24 | 13 | 9  | 2  | 65 | 18 | +47  |
| 3    | Ténis Clube de BissauC                  | 31  | 24 | 12 | 7  | 5  | 38 | 19 | +19  |
| 4    | Desportivo Recreativo Cultural de Farim | 30  | 24 | 11 | 8  | 5  | 40 | 30 | +10  |
| 5    | ADR Mansaba                             | 30  | 24 | 11 | 8  | 5  | 36 | 34 | +2   |
| 6    | UDI Bissau                              | 29  | 24 | 11 | 7  | 6  | 38 | 23 | +15  |
| 7    | Sport Bissau e Benfica                  | 23  | 24 | 9  | 5  | 10 | 27 | 30 | -3   |
| 8    | Desportivo de Gabú                      | 21  | 24 | 7  | 7  | 10 | 28 | 35 | -7   |
| 9    | Bula Futebol Clube                      | 17  | 24 | 6  | 5  | 13 | 24 | 40 | -16  |
| 10   | Futebol Clube de Cantchungo             | 16  | 24 | 5  | 6  | 13 | 25 | 38 | -13  |
| 11   | Estrela Negra de Bissau                 | 16  | 24 | 6  | 4  | 14 | 21 | 40 | -19  |
| 12   | Estrela Negra de Bolama                 | 14  | 24 | 6  | 2  | 16 | 26 | 70 | -44  |
| 13   | Sporting Clube de Bafatá                | 14  | 24 | 2  | 10 | 12 | 23 | 43 | -20  |
|      | Ajuda Sport de Bissau disqualifié       |     |    |    |    |    |    |    |      |

|  | Champion de Guinée-Bissau 1993-1994                            |
|  | Relégation directe en Segunda Divisião                         |
|  | T : Tenant du titre C : Vainqueur de la Coupe de Guinée-Bissau |

- Le 8 mai 1994, Ajuda Sport est disqualifié après avoir déclaré forfait lors de deux rencontres de championnat (22e et 23e journées) et de la demi-finale de Coupe de Guinée-Bissau face au Ténis Clube de Bissau. Tous les résultats contre cette formation sont annulés.

## Bilan de la saison
| Championnat de Guinée-Bissau de football 1993-1994 |                                     |
| Champion                                           | Sporting Clube de Bissau (3e titre) |
| Coupes et trophées                                 |                                     |
| Vainqueur de la Coupe de Guinée-Bissau 1993-1994   | Ténis Clube de Bissau               |
| Qualifications continentales                       |                                     |
| Coupe des clubs champions africains 1995           | Aucun                               |
| Coupe des Coupes 1995                              | Aucun                               |
| Coupe de la CAF 1995                               | Aucun                               |
| Promotions et relégations                          |                                     |
| Promus en Primeira Divisião                        | DICOL                               |
| Promus en Primeira Divisião                        | Prabis Futebol Clube                |
| Relégués en Segunda Divisião                       | Sporting Clube de Bafatá            |
| Relégués en Segunda Divisião                       | Ajuda Sport de Bissau (disqualifié) |